# Karl Adolf Lorenz
Karl Adolf Lorenz, född den 13 augusti 1837 i Köslin, död den 3 mars 1923 i Stettin, var en tysk tonsättare.
Lorenz studerade musik för Dehn och Kiel i Berlin, där han tillika blev filosofie doktor 1861, och verkade från 1866 som  musikdirektor i Stettin (efter Karl Löwe) samt fick 1885 professors titel. 
Lorenz har i klassisk anda komponerat oratorierna Winfried (1888), Jungfrau von Orleans (1895), Golgatha, Das licht (1907) med flera samt två operor, en symfoni, orgel-
och kammarmusik, skolsånger med mera. Han har också komponerat den andliga sången Jag är främling, jag är en pilgrim som bl.a. kyrkosångaren Einar Ekberg gjorde mycket känd och uppskattad på sin tid.